# Etienne De Wilde
Etienne De Wilde (Wetteren, 23 de agosto de 1958) es un deportista belga que compitió en ciclismo en las modalidades de pista, especialista en las pruebas de puntuación y madison, y ruta.
Participó en dos Juegos Olímpicos de Verano, en los años 1996 y 2000, obteniendo una medalla de plata en Sídney 2000 en la prueba de madison (haciendo pareja con Matthew Gilmore).
Ganó dos medallas de oro en el Campeonato Mundial de Ciclismo en Pista, en los años 1993 y 1998, y cinco medallas en el Campeonato Europeo de Ciclismo en Pista entre los años 1987 y 2000.
En carretera sus mayores éxitos incluyen dos victorias de etapa del Tour de Francia (en las ediciones de 1989 y 1991) y una etapa en la Vuelta a España 1980.

## Medallero internacional
| Juegos Olímpicos   | Juegos Olímpicos         | Juegos Olímpicos  | Juegos Olímpicos |
| Año                | Lugar                    | Medalla           | Competición      |
| ------------------ | ------------------------ | ----------------- | ---------------- |
| 2000               | Sídney (Australia)       | Medalla de plata  | Madison          |
| Campeonato Mundial |                          |                   |                  |
| Año                | Lugar                    | Medalla           | Competición      |
| 1993               | Hamar (Noruega)          | Medalla de oro    | Puntuación       |
| 1998               | Burdeos (Francia)        | Medalla de oro    | Madison          |
| Campeonato Europeo |                          |                   |                  |
| Año                | Lugar                    | Medalla           | Competición      |
| 1987               | Stuttgart (RFA)          | Medalla de plata  | Madison          |
| 1989               | Gante (Bélgica)          | Medalla de oro    | Ómnium           |
| 1995               | Mánchester (Reino Unido) | Medalla de bronce | Madison          |
| 1997               | Dortmund (Alemania)      | Medalla de bronce | Madison          |
| 2000               | Gante (Bélgica)          | Medalla de oro    | Madison          |

1. 1 2 3 4  Campeonato Europeo realizado sólo para la disciplina de madison.
2. ↑  Campeonato Europeo realizado sólo para la disciplina de ómnium.

## Palmarés

### Palmarés en ruta
| 1978 - Gran Premio François-Faber 1980 - 1 etapa de la Vuelta a España - Gran Premio de Isbergues 1981 - 1 etapa de los Tres Días de La Panne 1982 - 1 etapa de los Cuatro Días de Dunkerque - 1 etapa del Tour de l'Oise 1983 - A través de Flandes - 1 etapa del Tour de l'Oise - Gran Premio Stad Sint-Niklaas 1984 - Circuito de la Frontera 1985 - 1 etapa de la Semana Catalana 1986 - 3.º en el Campeonato de Bélgica en Ruta - 1 etapa del Tour de l'Aude 1987 - Nokere Koerse - Scheldeprijs Vlaanderen - 1 etapa del Tour de l'Oise 1988 - Campeonato de Bélgica en Ruta - 1 etapa del Tour del Mediterráneo - 1 etapa de la París-Niza - 1 etapa de la Vuelta a Bélgica - 1 etapa de los Tres Días de La Panne | 1989 - Het Volk - Estrella de Bessèges, más 3 etapas - Campeonato de Flandes - 1 etapa del Tour de Francia - 3 etapas del Tour del Mediterráneo - 2 etapas de la París-Niza - 1 etapa del Tour d'Armorique 1990 - 1 etapa del Tour del Mediterráneo - 1 etapa de la París-Niza - Gran Premio La Marsellesa - Circuito de la Frontera - 1 etapa de la Vuelta a Bélgica 1991 - 1 etapa del Tour de Francia 1994 - Circuito de Houtland 1998 - Circuito de Houtland 1999 - Circuito de Houtland - Gran Premio de la Villa de Zottegem |

### Palmarés en pista
| 1983 - Seis Días de Gante (con René Pijnen) 1985 - Seis días de Gante (con René Pijnen) - Seis días de París (con Stan Tourné) 1986 - Campeonato de Bélgica Omnium 1987 - 2 en el Campeonato de Europa de Madison (haciendo pareja con Stan Tourné) - Seis días de Gante (con Danny Clark) - Seis días de Amberes (con Danny Clark) 1988 - Campeonato de Bélgica Omnium - Seis días de Amberes (con Stan Tourné) - Seis días de Colonia (con Stan Tourné) 1989 - Campeón de Europa en Ómnium Endurance - Seis días de Gante (con Stan Tourné) - Seis días de París (con Charly Mottet) - Seis días de Dortmund (con Andreas Kappes) - Seis días de Múnich (con Andreas Kappes) 1990 - Seis días de Amberes (con Eric Vanderaerden) - Seis días de Colonia (con Andreas Kappes) - Seis días de Burdeos (con Gilbert Duclos-Lassalle) - Seis días de Stuttgart (con Volker Diehl) 1991 - Seis días de Gante (con Tony Doyle) - Seis días de Amberes (con Rudy Dhaenens) - Seis días de Colonia (con Andreas Kappes) - Seis días de Múnich (con Andreas Kappes) - Seis días de Stuttgart (con Andreas Kappes) - Seis días de Bremen (con Andreas Kappes) | 1992 - Seis Días de Gante (con Jens Veggerby) - Seis días de Bremen (con Andreas Kappes) 1993 - Campeonato Mundial Puntuación - Seis días de Amberes (con Kostantine Khrabzov) - Seis días de Stuttgart (con Andreas Kappes) 1994 - Seis Días de Gante (con Danny Clark) - Seis días de Amberes (con Jens Veggerby) - Seis días de Stuttgart (con Jens Veggerby) 1995 - 3.º en el Campeonato de Europa de Madison (haciendo pareja con Lorenzo Lapage) - Seis Días de Gante (con Andreas Kappes) - Seis días de Múnich (con Erik Zabel) - Seis días de Burdeos (con Frédéric Magné) - Seis días de Stuttgart (con Danny Clark) 1997 - 3.º en el Campeonato de Europa de Madison (haciendo pareja con Frank Corvers) - Seis Días de Gante (con Matthew Gilmore) - Seis días de Colonia (con Olaf Ludwig) 1998 - Campeonato Mundial Madison (haciendo pareja con Matthew Gilmore) - Seis días de Leipzig (con Andreas Kappes) - Seis días de Milán (con Silvio Martinello) 1999 - Seis días de Berlín (con Andreas Kappes) 2000 - 2.º en el Campeonato Olímpico Madison (con Matthew Gilmore) - Campeonato de Europa de Madison (haciendo pareja con Matthew Gilmore) 2001 - Campeonato de Europa de Madison (haciendo pareja con Matthew Gilmore) |